# Коморув (Любуське воєводство)
Коморув (пол. Komorów, нім. Mückenberg) — село в Польщі, у гміні Ґубін Кросненського повіту Любуського воєводства.
Населення — 260 осіб (2011).
У 1975-1998 роках село належало до Зеленогурського воєводства.

## Демографія
Демографічна структура станом на 31 березня 2011 року:
|          | Загалом | Допрацездатний вік | Працездатний вік | Постпрацездатний вік |
| -------- | ------- | ------------------ | ---------------- | -------------------- |
| Чоловіки | 124     | 25                 | 92               | 7                    |
| Жінки    | 136     | 33                 | 79               | 24                   |
| Разом    | 260     | 58                 | 171              | 31                   |

## Пам'ятки
У селі знаходиться пам'ятка природи В'яз Відьмак